# Molecular and Cellular Biochemistry
Molecular and Cellular Biochemistry is een internationaal, aan collegiale toetsing onderworpen wetenschappelijk tijdschrift op het gebied van de celbiologie. De naam wordt in literatuurverwijzingen meestal afgekort tot Mol. Cell. Biochem.
Het wordt uitgegeven door Springer Science+Business Media. Het eerste nummer verscheen in 1973.
Het tijdschrift werd voor 1973 uitgegeven onder de naam Enzymologia.